# Telugu (popolo)
Il popolo Telugu o Telugu vaaru, è un gruppo etnico dravidico che parla la Lingua telugu come lingua madre e che traccia la sua discendenza a partire dagli Stati indiani dell'Andhra Pradesh e del Telangana. Vi sono porzioni significative presenti nel Karnataka, Tamil Nadu, Maharashtra, Orissa, Chhattisgarh e Isole Andamane e Nicobare. Il Telugu è la terza lingua indigena maggiormente parlata in India e la quarta dell'intero Subcontinente indiano, dopo l'Hindi, il Bengali e il Marathi.

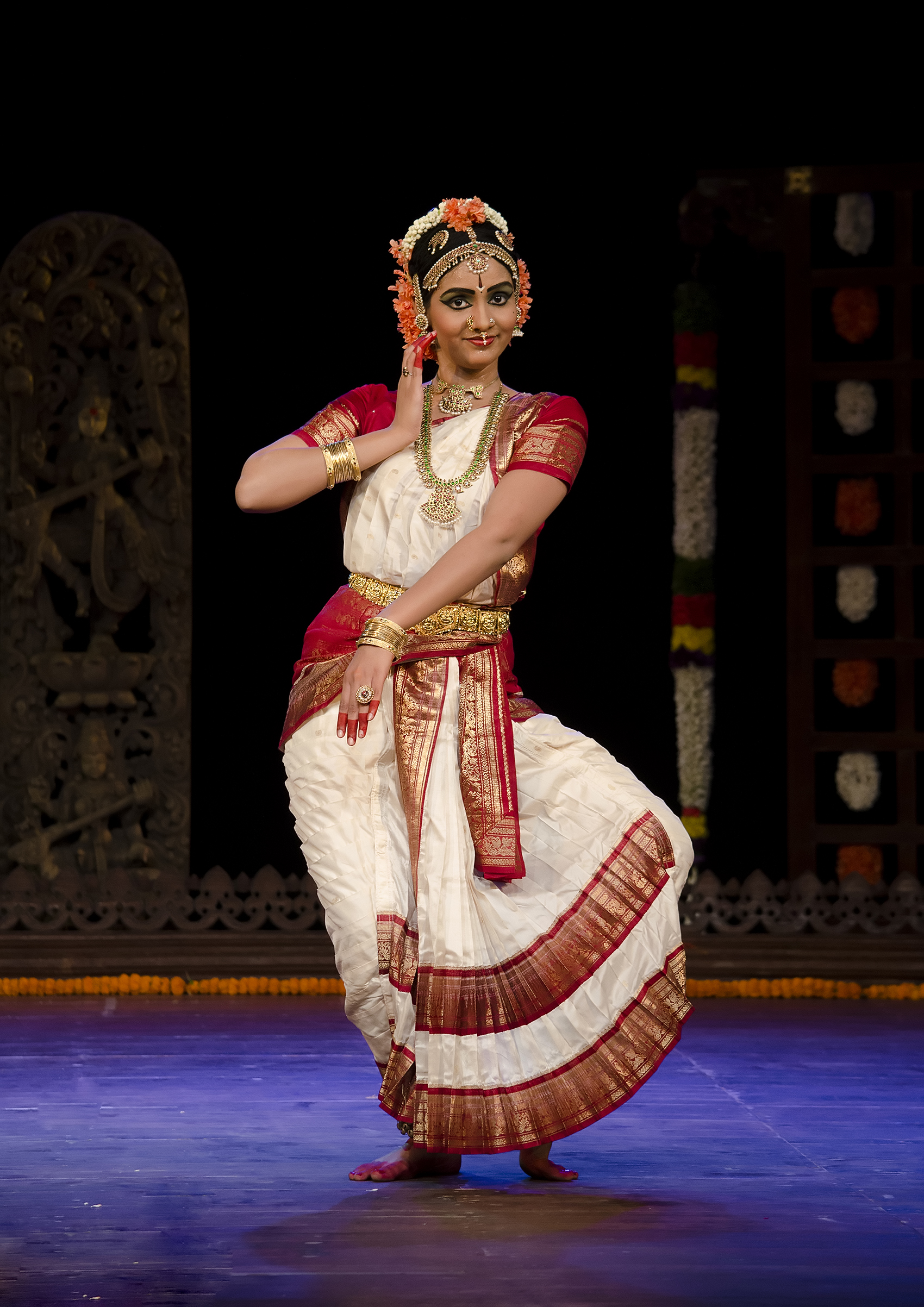
Danzatrice Telugu di Kuchipudi che si esibisce in un'antica danza originaria dell'Andhra Pradesh.

## Storia
Il Telugu è una lingua dravidica dell'India centro-meridionale, essenzialmente parlata negli Stati dell'Andhra Pradesh e del Telangana, in cui è lingua ufficiale. Le prime testimonianze scritte sotto forma di iscrizioni risalgono al 575 d.C. e i suoi testi letterari all'XI secolo, usando una scrittura derivata dall'alfabeto Bhattiprolu.